# Guinevere Planitia
Guinevere Planitia (en español Planicie de Ginebra) es una extensa región de tierras bajas de Venus que se encuentra al este de Beta Regio y al oeste de Eistla Regio (cuadrángulo V-30 ). Estas llanuras bajas, particularmente en la parte occidental, se caracterizan por aparentes fuentes volcánicas y amplias regiones de depósitos brillantes, oscuros y moteados. Son la única ruptura en una zona conectada ecuatorialmente de tierras altas y zonas tectónicas.  Los tipos, números y patrones de características tectónicas mapeadas y pequeños accidentes geográficos volcánicos en la región brindan detalles importantes en la interpretación y evolución del paisaje venusiano.
Mediante el uso de datos de Pioneer Venus, Goldstone y Arecibo, estas regiones se han interpretado como flujos superpuestos generalizados que se originaron en las fuentes de ventilación. Se dice que las zonas de fractura y los segmentos del cinturón de lineamientos que se han identificado representan las zonas de deformación Beta-Eistla de la región. Las imágenes de la sonda Magallanes de la NASA han revelado que la mayoría de estas unidades de superficie están compuestas por formas volcánicas. También está el cráter Seymour que está asociado con extensos depósitos de salida del cráter.